# St. Michael (Michelfeld)

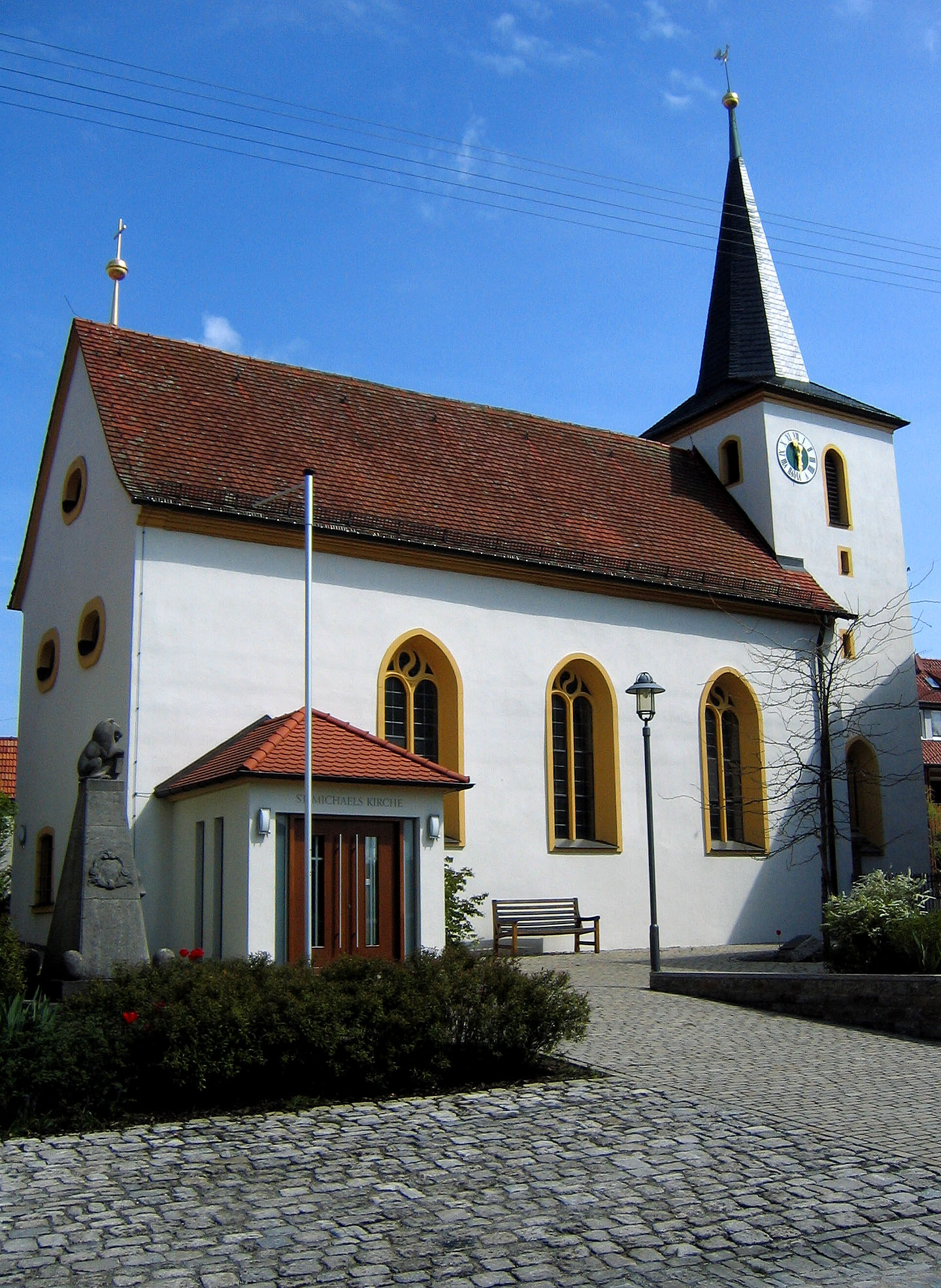
Die Kirche in Michelfeld

Die Kirche St. Michael im unterfränkischen Michelfeld ist die Pfarrkirche der evangelischen Gemeinde. Sie liegt an der St.-Michael-Straße inmitten des Ortes. Heute ist die Kirche Teil des Evangelisch-Lutherischen Dekanats Kitzingen.

## Geschichte
Die Geschichte der Kirche ist eng mit der des Dorfes verbunden. Michelfeld wurde wohl bereits in vorgeschichtlicher Zeit besiedelt. Nach der Christianisierung etablierte sich der Name Michelfeld, der heilige Michael wurde Ortspatron und in das Wappen des Dorfes aufgenommen. Erst im Jahr 1153 tauchte „Michelveth“, wie es damals genannt wurde, in den Quellen auf. Während des Mittelalters war das Dorf in den Händen vieler verschiedener Herren.
Im Jahr 1261 etablierten die Herren von Hohenlohe ein Prämonstratenserinnenkloster im Dorf. Die Nonnen siedelten bereits im 14. Jahrhundert, 1305, nach Tückelhausen über und der Konvent wurde aufgegeben. Von der Klosterkirche hat sich der massive Turm erhalten. Im 16. Jahrhundert kam Michelfeld an die Markgrafen von Brandenburg-Ansbach, die bald die Reformation im Ort einführten. Trotz häufiger Lehenswechsel in der folgenden Zeit blieben die Bewohner mehrheitlich evangelisch.
Mit dem Übergang an die Herren von Thüna, plante der neue Dorfherr Anselm von Thüna im Jahr 1603 das Langhaus der Kirche zu erneuern. Diese Erweiterung prägt das Gotteshaus noch heute. Im Jahr 1715 erweiterte man das Langhaus dann erneut. Seither folgten lediglich Renovierungen am Gebäude. Die letzte umfassende Erneuerung fand im Jahr 2005 statt. Das Bayerische Landesamt für Denkmalpflege ordnet die Kirche als Baudenkmal ein. Untertägige Reste sind als Bodendenkmal geführt.

## Architektur
Die Kirche präsentiert sich als Chorturmkirche. Der kleine Saalbau ist geostet und schließt mit einem Satteldach ab. Das Langhaus wird an den Seiten von jeweils drei zweibahnigen Rundbogenfenstern mit Maßwerk durchlichtet. Die Westfassade weist drei Ochsenaugen auf, ein Anbau im Süden der Anlage stellt eine Vorhalle dar. Der rechteckige Chorturm ist zweigeschossig und besitzt ebenso Rundbogenfenster. Ein Spitzhelm schließt den Turm nach oben hin ab.

## Ausstattung

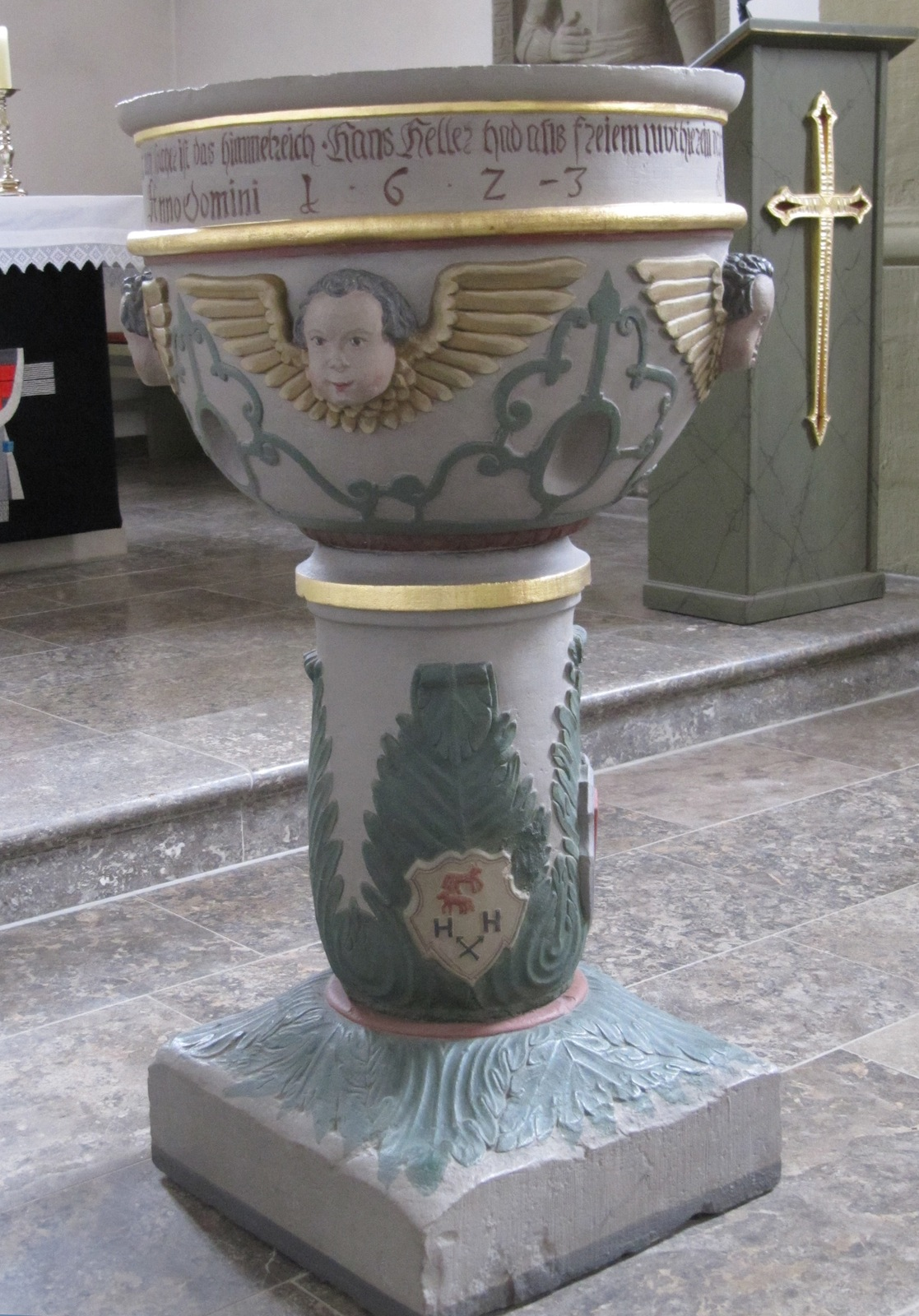
Der Taufstein von 1623

Eine Besonderheit stellt die Empore im Inneren der Kirche dar. Sie füllt die West- und Nordseite des Gotteshauses auf. Sie wird von drei hölzerne Rundsäulen getragen. Die Empore entstand unter Anselm von Thüna im Jahr 1622. Die Nordseite wird von einer Ahnenprobe von Anselm von Thüna und seiner Ehefrau Margareta Amalia, geborene von Berlichingen, beherrscht. Dreißig Wappen weisen auf die Vorfahren des Ehepaares hin. Die Empore der Westseite zeigt dagegen die zwölf Apostel mit ihren Attributen, unter ihnen ist das Glaubensbekenntnis zu sehen.
Über dem Altar wurde auf einer Empore die erste Orgel 1745 eingebaut. 1939 konnte der fünftürmige Orgelprospekt durch die Stiftung des Michelfelders Andreas Thorwarth erhalten werden. Im Jahre 1964 erhielt die Orgel ihren jetzigen Standplatz auf der rückwärtigen Empore. Der Taufstein geht auf eine Stiftung des Michelfelders Hans Heller zurück. Er kam 1623 in die Kirche und weist neben vier lächelnden Engelsköpfen folgende Inschrift auf: „Hans Heller hat aus freiem Mut hierein verschafft von seinem Gut den Taufstein zu Ehren fein und zu schmücken das Kirchelein. Anno domini 1623“.
Die weitere Ausstattung entstammt ebenfalls dem 17. Jahrhundert. Die Kanzel mit der Darstellung der vier Evangelisten auf den Kassettenfeldern schmückt die Südseite des Langhauses. Eine Inschrift lautet: „CLAMA NE CESSES QUASI TVBA EXALTA VOCEM TVAM ET ANNUNTIA POPVLO MEO SCELERA EORVM“ (lat. Rufe laut, zögere nicht, erhebe deine Stimme wie eine Trompete und verkünde meinem Volk seine Frevel, Jesaja 58). Das Epitaph des Grundherren Anselm von Thüna zeigt den Verstorbenen. Er starb am 11. September 1626.